# Tangaren
De tangaren (Thraupidae) zijn een familie van vogels uit de orde van de zangvogels. De familie telt bijna vierhonderd soorten die exclusief in Midden- en Zuid-Amerika voorkomen. De meeste Thraupidae leven in paren of in een kleine groep van 3-5 vogels. Deze groepen bestaan meestal uit de ouders en hun nakomelingen.

## Beschrijving
Soorten uit de familie Thraupidae zijn kleine tot middelgrote vogels. In het Engels worden ze meestal tanagers genoemd en in het Nederlands tangare. Daarnaast zijn diverse andere namen voor bepaalde groepen in gebruik, zoals onder andere suikervogel,
dikbekje, 
berghoningkruiper 
of saffraan- of teugelgors. De kleinste soort is de kortsnavelsuikervogel (Cyanerpes nitidus), die slechts 9 cm lang is en 7 gram weegt. De zwaarste is de witkaptangare (Sericossypha albocristata), die 114 gram weegt en ruim 23 cm lang is. Beide seksen hebben hetzelfde gewicht en dezelfde lengte. Er is wel een verschil in de kleur van het volwassen mannetje, dat meestal kleurrijker is.
De meeste soorten hebben korte, ronde vleugels.

## Leefgebied
De Thraupidae zijn over grote delen van Midden- en Zuid-Amerika verspreid en leven vooral in de tropen. Ruim 60% van de Thraupidae leeft in Zuid-Amerika en 30% van die soorten leeft in de Andes. Relatief weinig soorten leven in de dichtste delen van tropische bossen.

## Voedsel
Thraupidae zijn alleseters en hun voedsel varieert per geslacht. Ze eten fruit, zaden, nectar, stukjes van bloemen en insecten. Enkele soorten volgen trekmieren en doen zich tegoed aan de insecten die door de mieren worden opgejaagd.

## Paartijd
De paartijd begint binnen Zuid-Amerika van september tot oktober en buiten Zuid-Amerika van maart tot juni. Sommige soorten bouwen hun open, komvormige nesten in bomen of struiken in een eigen territorium terwijl anderen hun nesten in kolonies, dicht bij soortgenoten bouwen. De Thraupidae kunnen zowel monogaam als polygaam zijn. Mannetjes imponeren de vrouwtjes en hun rivalen met hun veren. Vele soorten camoufleren hun nest zodat roofdieren het nest niet kunnen vinden.
Meestal worden er drie tot vijf eieren gelegd. Het vrouwtje maakt het nest, past op de eieren en het mannetje zorgt voor eten.

## Galerij

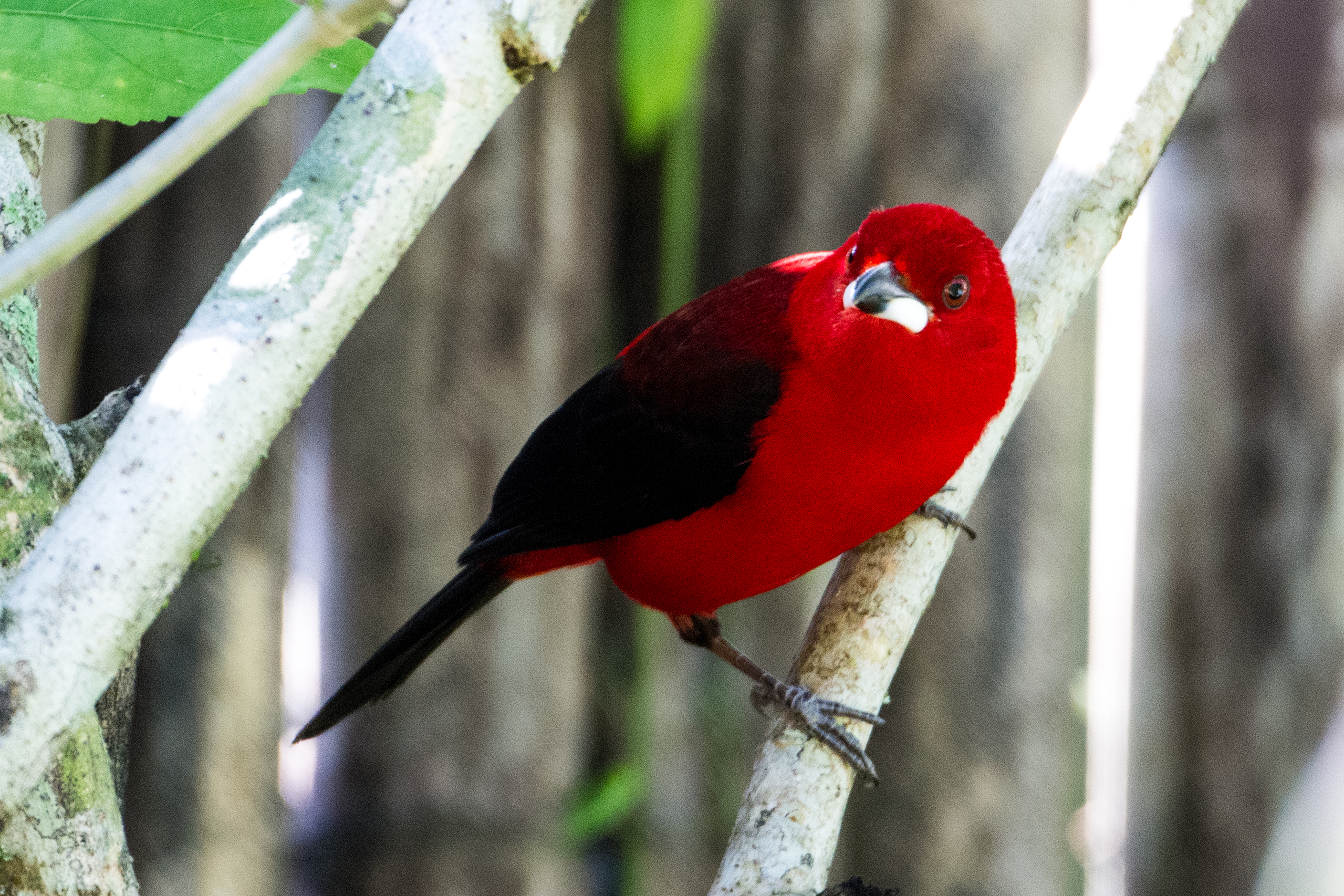
Rode tangare (Ramphocelus bresilia)
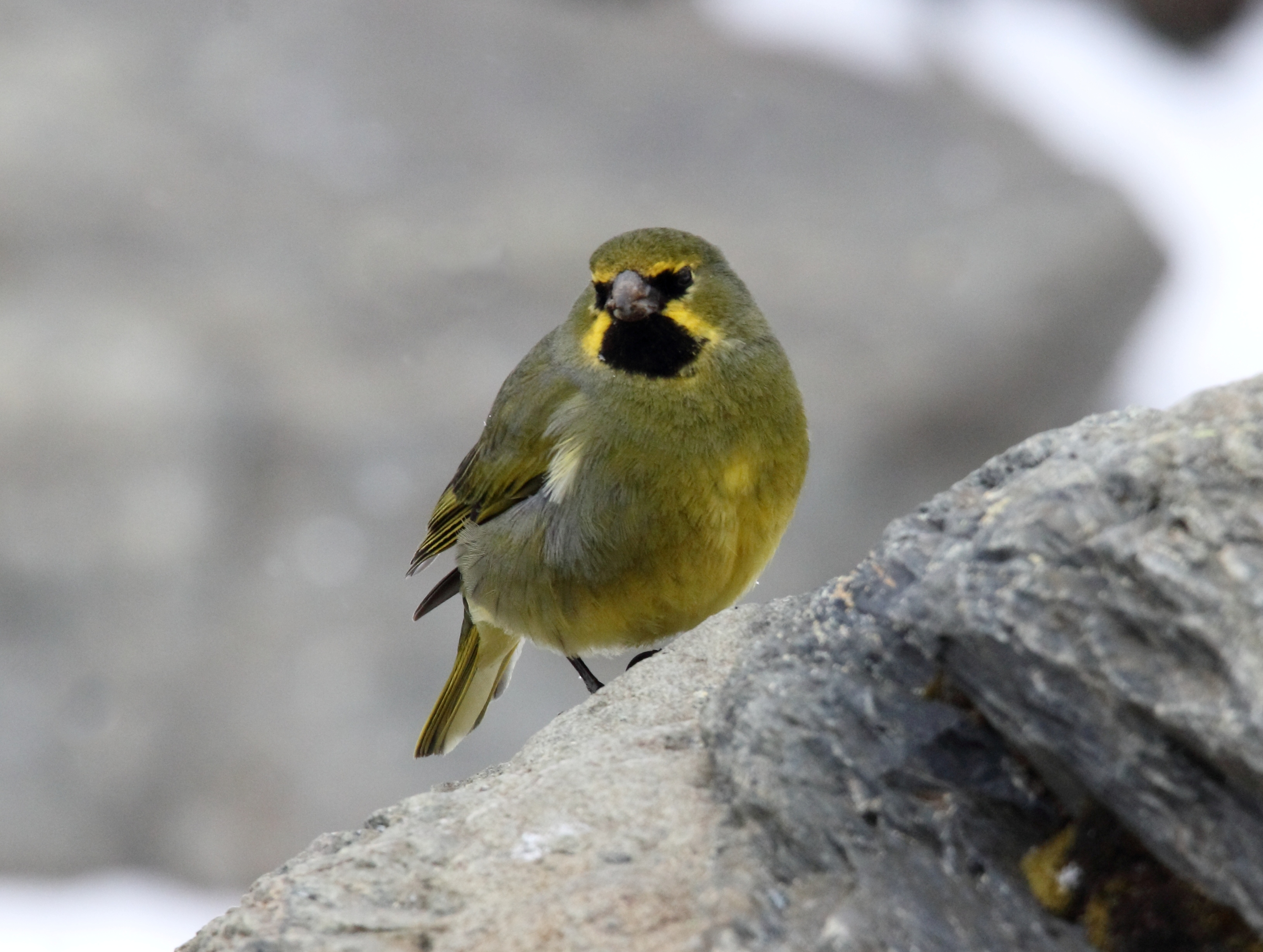
Geelteugelgors (Melanodera xanthogramma)
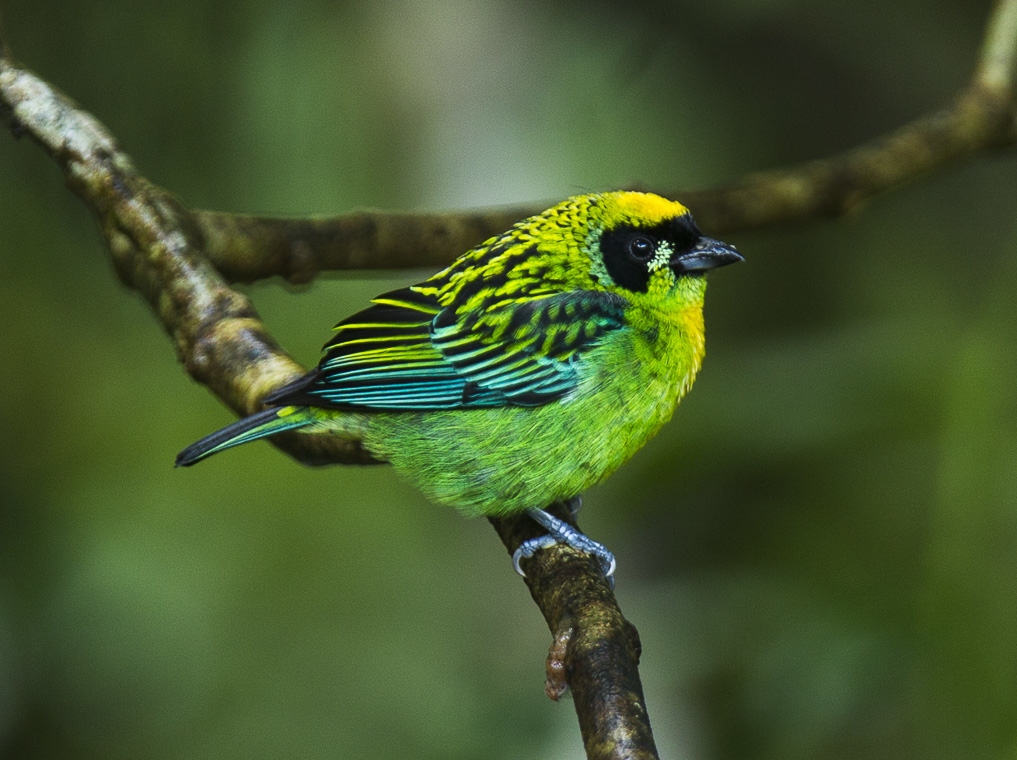
Groengouden tangare (Tangara schrankii)
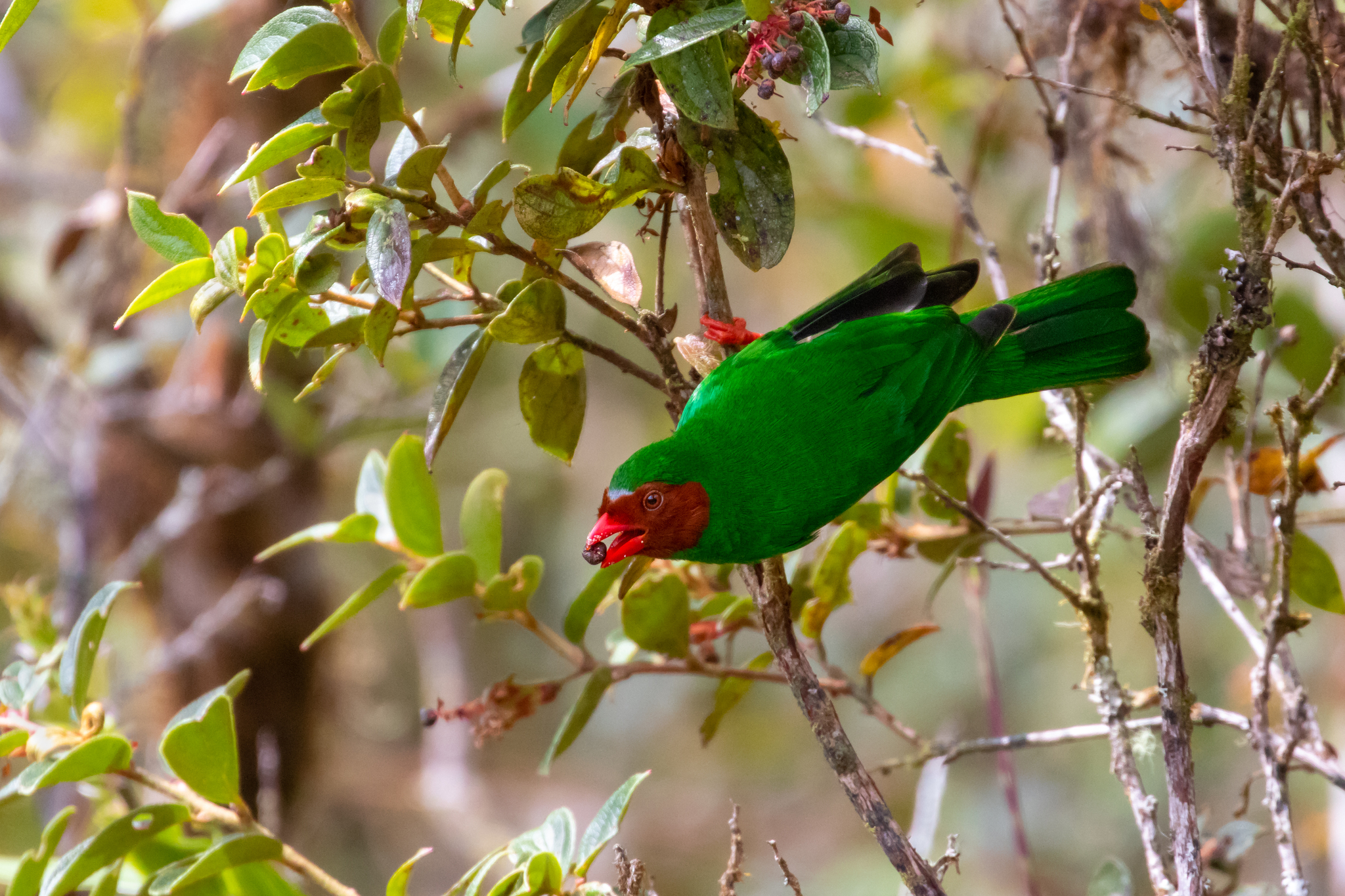
Papegaaitangare (Chlorornis riefferii)

## Taxonomie
De familie Thraupidae telt 107 geslachten en 392 soorten. De lijst van geslachten en de daarin opgenomen soorten is gebaseerd op in 2014 en 2016 gepubliceerd moleculair genetisch onderzoek aan de fylogenie van deze grote familie Amerikaanse zangvogels. De familie is verwant aan andere families met zaadetende vogelsoorten zoals de gorzen en de Cardinalidae. De lijst volgt de indeling van de IOC World Bird List versie 14.2 

### Darwinvinken
In de geslachten Geospiza, Camarhynchus, Platyspiza, Certhidea en Pinaroloxias zijn de zogenaamde Darwinvinken ondergebracht. Zij vormen een groepje van vijf verwante geslachten en 18 soorten die endemisch zijn op de Galapagoseilanden (of, voor Pinaroloxias, op Cocoseiland).

### Lijst van geslachten
De volgende geslachten zijn ingedeeld bij de familie:
- Geslacht Acanthidops
- Geslacht Anisognathus
- Geslacht Asemospiza
- Geslacht Bangsia
- Geslacht Buthraupis
- Geslacht Calochaetes
- Geslacht Camarhynchus
- Geslacht Castanozoster
- Geslacht Catamblyrhynchus
- Geslacht Catamenia
- Geslacht Certhidea
- Geslacht Chalcothraupis
- Geslacht Charitospiza
- Geslacht Chlorochrysa
- Geslacht Chlorophanes
- Geslacht Chlorornis
- Geslacht Chrysothlypis
- Geslacht Cissopis
- Geslacht Cnemathraupis
- Geslacht Cnemoscopus
- Geslacht Coereba
- Geslacht Compsothraupis
- Geslacht Conirostrum
- Geslacht Conothraupis
- Geslacht Coryphaspiza
- Geslacht Coryphospingus
- Geslacht Creurgops
- Geslacht Cyanerpes
- Geslacht Cyanicterus
- Geslacht Cypsnagra
- Geslacht Dacnis
- Geslacht Diglossa
- Geslacht Diuca
- Geslacht Donacospiza
- Geslacht Dubusia
- Geslacht Emberizoides
- Geslacht Embernagra
- Geslacht Eucometis
- Geslacht Euneornis
- Geslacht Geospiza
- Geslacht Geospizopsis
- Geslacht Gubernatrix
- Geslacht Haplospiza
- Geslacht Heliothraupis
- Geslacht Hemithraupis
- Geslacht Heterospingus
- Geslacht Idiopsar
- Geslacht Incaspiza
- Geslacht Iridophanes
- Geslacht Iridosornis
- Geslacht Ixothraupis
- Geslacht Kleinothraupis
- Geslacht Lanio
- Geslacht Lophospingus
- Geslacht Loriotus
- Geslacht Loxigilla
- Geslacht Loxipasser
- Geslacht Melanodera
- Geslacht Melanospiza
- Geslacht Melopyrrha
- Geslacht Microspingus
- Geslacht Nemosia
- Geslacht Neothraupis
- Geslacht Nephelornis
- Geslacht Nesospiza
- Geslacht Orchesticus
- Geslacht Parkerthraustes
- Geslacht Paroaria
- Geslacht Phonipara
- Geslacht Phrygilus
- Geslacht Piezorina
- Geslacht Pinaroloxias
- Geslacht Pipraeidea
- Geslacht Platyspiza
- Geslacht Poecilostreptus
- Geslacht Poospiza
- Geslacht Poospizopsis
- Geslacht Porphyrospiza
- Geslacht Pseudosaltator
- Geslacht Pseudospingus
- Geslacht Ramphocelus
- Geslacht Rauenia
- Geslacht Rhodospingus
- Geslacht Rhopospina
- Geslacht Rowettia
- Geslacht Saltator
- Geslacht Saltatricula
- Geslacht Schistochlamys
- Geslacht Sericossypha
- Geslacht Sicalis
- Geslacht Sphenopsis
- Geslacht Sporathraupis
- Geslacht Sporophila
- Geslacht Stephanophorus
- Geslacht Stilpnia
- Geslacht Tachyphonus
- Geslacht Tangara
- Geslacht Tephrophilus
- Geslacht Tersina
- Geslacht Thlypopsis
- Geslacht Thraupis
- Geslacht Tiaris
- Geslacht Trichothraupis
- Geslacht Urothraupis
- Geslacht Volatinia
- Geslacht Wetmorethraupis
- Geslacht Xenodacnis
- Geslacht Xenospingus

Acanthisittidae (Rotswinterkoningen) · Acanthizidae (Australische zangers) · Acrocephalidae (Rietzangers) · Aegithalidae (Staartmezen) · Aegithinidae (Iora's) · Alaudidae (Leeuweriken) · Alcippeidae (Alcippes) · Artamidae (Spitsvogels) ·  Atrichornithidae (Doornkruipers) · Bernieridae (Madagaskarzangers) · Bombycillidae (Pestvogels) · Buphagidae (Ossenpikkers) · Calcariidae (IJsgorzen) · Callaeidae (Nieuw-Zeelandse lelvogels) · Calyptomenidae (Afrikaanse breedbekken) · Calyptophilidae (Tapuittangaren) · Campephagidae (Rupsvogels) · Cardinalidae (Kardinaalachtigen) · Certhiidae (Echte boomkruipers) · Cettiidae (Struikzangers) · Chaetopidae (Rotsspringers) · Chloropseidae (Bladvogels) · Cinclidae (Waterspreeuwen) · Cinclosomatidae (Kwartellijsters) · Cisticolidae (Graszangers) · Climacteridae (Australische kruipers) · Cnemophilidae (Satijnvogels) · Conopophagidae (Muggeneters) · Corcoracidae (Slijknestkraaien) · Corvidae (Kraaien) · Cotingidae (Cotinga's) · Dasyornithidae (Borstelvogels) · Dicaeidae (Bastaardhoningvogels) · Dicruridae (Drongo's) · Donacobiidae (Zwartkopdonacobius) · Dulidae (Palmtapuiten) · Elachuridae (Elachura) · Emberizidae (Gorzen) · Erythrocercidae (Elfmonarchen) · Estrildidae (Prachtvinken) · Eulacestomatidae (Leldikkop) · Eupetidae (Ralbabbelaars) · Eurylaimidae (Breedbekken en hapvogels) · Falcunculidae (Harlekijndikkoppen) · Formicariidae (Mierlijsters) · Fringillidae (Vinkachtigen) · Furnariidae (Ovenvogels) · Grallariidae (Mierpitta's) · Hirundinidae (Zwaluwen) · Hyliidae (Hylia's) · Hyliotidae (Hyliota's) · Hylocitreidae (Bessendikkop) · Hypocoliidae (Zijdestaarten) · Icteridae (Troepialen) · Icteriidae (Geelborstzanger) · Ifritidae (Ifrita) · Irenidae (Irena's) · Laniidae (Klauwieren) · Leiothrichidae (Babbelaars) · Locustellidae (Sprinkhaanzangers) · Machaerirhynchidae (Bootsnavels) · Macrosphenidae (Afrikaanse zangers) · Malaconotidae (Bosklauwieren) · Maluridae (Elfjes)    · Melampittidae (Paradijspitta's) · Melanocharitidae (Bessenpikkers) · Melanopareiidae (Maansluipers) · Meliphagidae (Honingeters) · Menuridae (Liervogels) · Mimidae (Spotlijsters) · Mitrospingidae (Mitrospingustangaren) · Modulatricidae (Vlekkeellijsters) · Mohoidae (O'o's) · Mohouidae (Mohoua's) · Monarchidae (Monarchen) · Motacillidae (Kwikstaarten en piepers) · Muscicapidae (Vliegenvangers) · Nectariniidae (Honingzuigers) · Neosittidae (Boomlopers) · Nesospingidae (Puertoricaanse tangare) ·  Nicatoridae (Nicators) · Notiomystidae (Hihi) · Onychorhynchidae (Kroontirannen) ·  Oreoicidae (Oreoica's) · Oriolidae (Wielewalen en vijgvogels) · Orthonychidae (Stronklopers) · Oxyruncidae (Scherpsnavel) ·  Pachycephalidae (Dikkoppen en fluiters) · Panuridae (Baardmannetje) · Paradisaeidae (Paradijsvogels) · Paradoxornithidae (Diksnavelmezen) · Paramythiidae (Prachtbessenpikkers) · Pardalotidae (Diamantvogels) · Paridae (Mezen) · Parulidae (Amerikaanse zangers) · Passerellidae (Amerikaanse gorzen) · Passeridae (Mussen) · Pellorneidae (Grondtimalia's) · Petroicidae (Australische vliegenvangers) · Peucedramidae (Oranjekopzanger) · Phaenicophilidae (Hispaniolatangaren) · Philepittidae (Asities) · Phylloscopidae (Boszangers) · Picathartidae (Kaalkopkraaien) · Pipridae (Manakins) · Pittidae (Pitta's) · Pityriasidae (Borstelkop) · Platylophidae (Maleise kuifgaai) · Platysteiridae (Lelvliegenvangers) · Ploceidae (Wevers en verwanten) · Pnoepygidae (Pnoepyga's) · Polioptilidae (Muggenvangers) · Pomatostomidae (Australaziatische babbelaars) · Promeropidae (Afrikaanse suikervogels) · Prunellidae (Heggenmussen) · Psophodidae (Zwiepfluiters) · Ptiliogonatidae (Zijdevliegenvangers) · Ptilonorhynchidae (Prieelvogels) · Pycnonotidae (Buulbuuls) · Regulidae (Goudhaantjes) · Remizidae (Buidelmezen) · Rhagologidae (Geschubde dikkop) · Rhinocryptidae (Tapaculo's) · Rhipiduridae (Waaierstaarten) · Rhodinocichlidae (Troepiaaltangare) · Salpornithidae (Gevlekte boomkruipers) · Sapayoidae (Breedbekmanakin) · Scotocercidae (Maquiszanger) · Sittidae (Boomklevers) · Spindalidae (Spindalissen) · Stenostiridae (Elfvliegenvangers) · Sturnidae (Spreeuwen) · Sylviidae (Grasmussen) · Teretistridae (Cubaanse zangers) · Thamnophilidae (Miervogels) · Thraupidae (Tangaren) · Tichodromidae (Rotskruiper) · Timaliidae (Timalia's) · Tityridae (Tityra's) · Troglodytidae (Winterkoningen) · Turdidae (Lijsters) · Tyrannidae (Tirannen) · Urocynchramidae (Przewalski's roodmus) · Vangidae (Vanga's) · Viduidae (Wida's) · Vireonidae (Vireo's) · Zeledoniidae (Zeledonia) · Zosteropidae (Brilvogels)